# Wolfgang Mittermayer
Wolfgang Mittermayer (* 28. Jänner 1911 in Hallein; † 25. April 1969 ebenda) war ein österreichischer Kunstmaler.

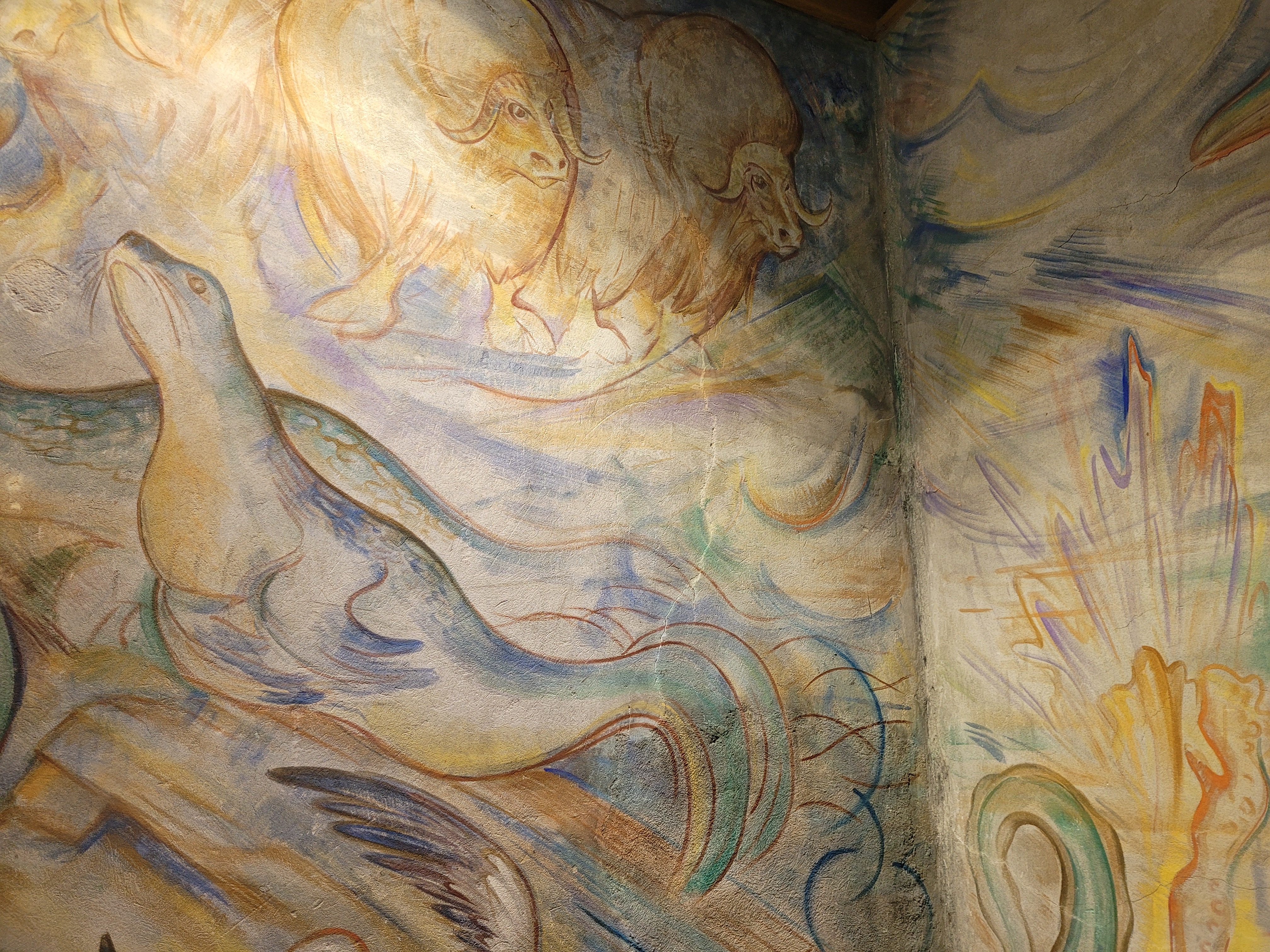
Fresko in der Mittelschule Burgfried in Hallein. Wolfgang Mittermayer 1956

## Leben
Wolfgang Mittermayer war das vierte von fünf Kindern des Arztes Karl Mittermayer und seiner Frau Marie. Von 1925 bis 1928 besuchte er die Fachschule für Tischlerei in Hallein. Er bereiste mit dem Fahrrad die Schweiz, Italien und Deutschland. Anschließend arbeitete er als Tischlergeselle in Salzburg, besuchte abermals die Fachschule Hallein, um dort nach der Meisterschule 1932 die Meisterprüfung abzuschließen. 1934 reiste er mit zwei Freunden nach Gumbinnen (Gusev in Russland) wo er als Tischler und Fachzeichner arbeitete.
Sein Interesse an Kunst wurde so groß, dass er den Entschluss fasste Maler zu werden. Mittermayer wurde am Staatlichen Meisteratelier für die bildenden Künste der Kunstakademie Königsberg in der Landschafterklasse bei Professor Alfred Partikel aufgenommen, 1939 schloss er sein Studium ab.
1939 kehrte er nach Hallein zurück um hier sein umfangreiches künstlerisches Schaffen zu entfalten.
1942 kam sein Sohn Günther zur Welt, 1943 bis 1945 unterrichtete er als Zeichenlehrer an der Knabenhauptschule in Hallein. 1956 malte er die großflächigen Fresken „Tiere der Vor- und Jetztzeit“ in der Knabenhauptschule Burgfried in Hallein, diese Arbeit blieb sein einziges von der Öffentlichkeit angekauftes Werk. 1957 begannen seine archäologischen Grabungstätigkeiten am Dürrnberg zusammen mit Ernst Penninger, Fritz Moosleitner und Kurt Zeller. Sein Interesse an der keltischen Kultur fürte ihn auch zur Restaurierung von keltischer Keramik. 1958 bis 1961 schnitzte er in Jakob Adlharts Atelier an seinen skurrilen Köpfen.
„Zeit seines Lebens hatte er kaum Gelegenheit, seine künstlerische Arbeit einem breiten Kreis bekanntzumachen.“

## Werkverzeichnis
Das Werkverzeichnis umfasst 737 Arbeiten, wobei Malerei und Grafik auch von Holzskulpturen ergänzt wird.

### Tiere der Vor- und Jetztzeit

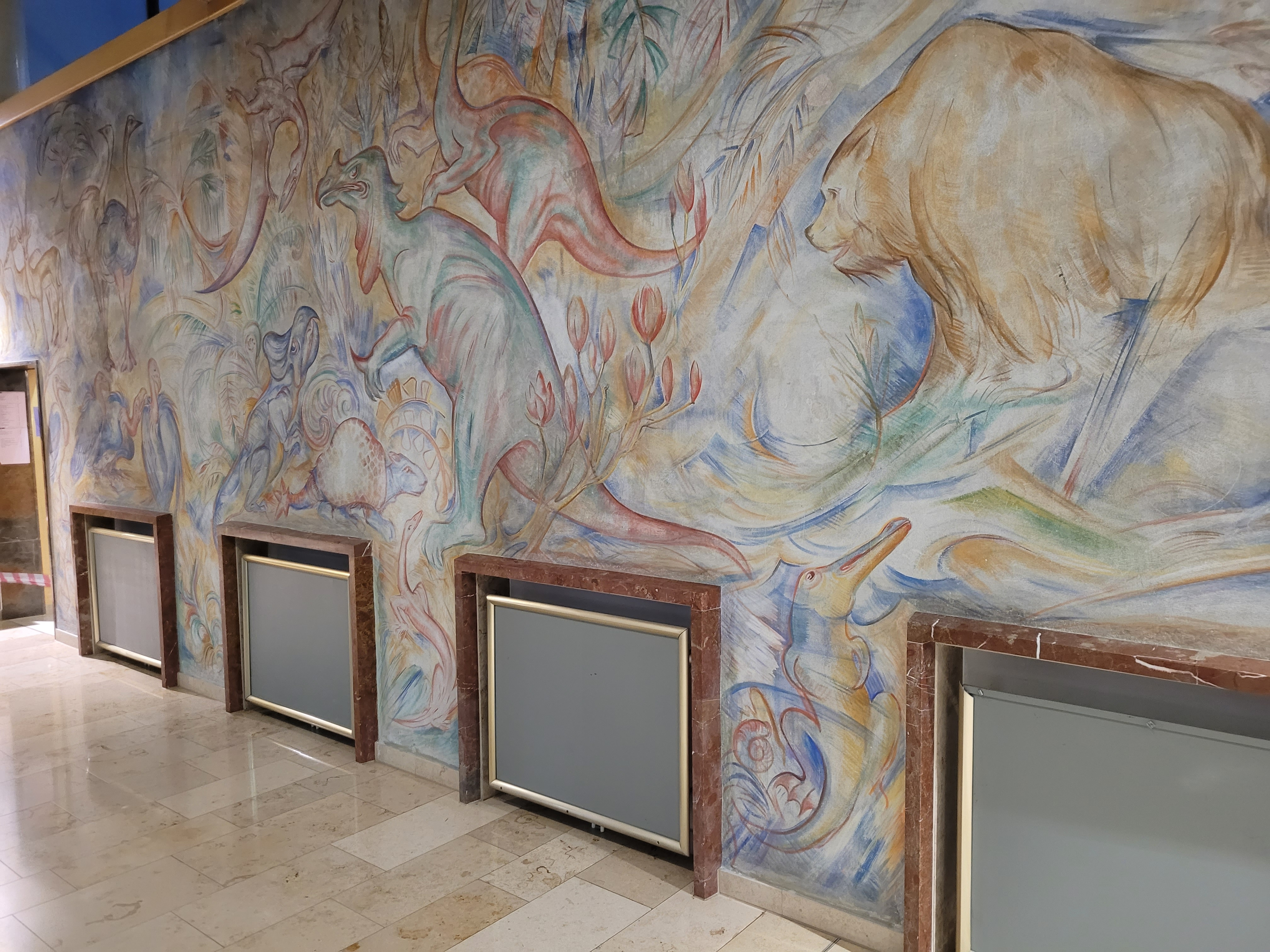
Pausenraum Mittelschule Burgfried
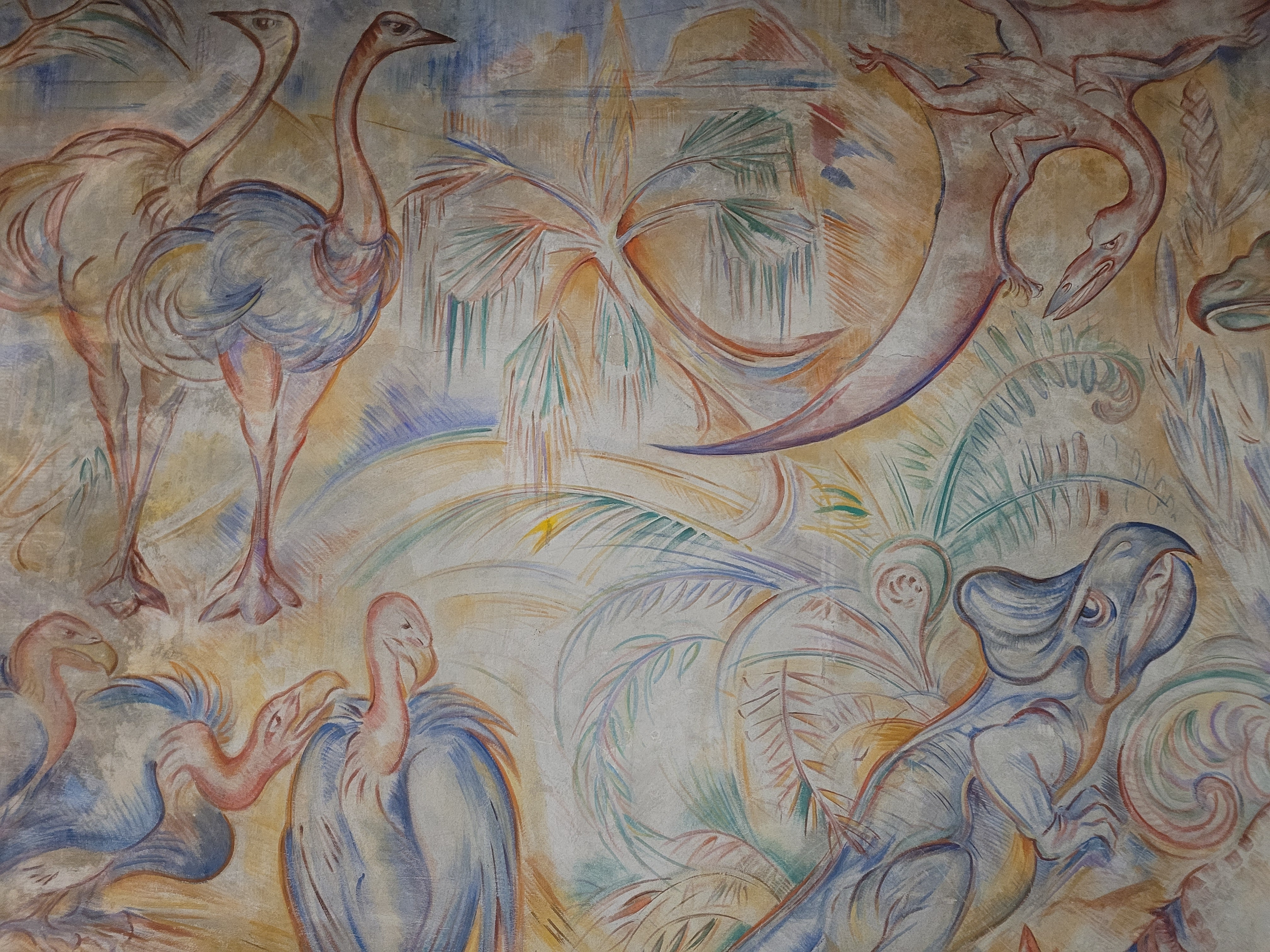
Ausschnitt 3
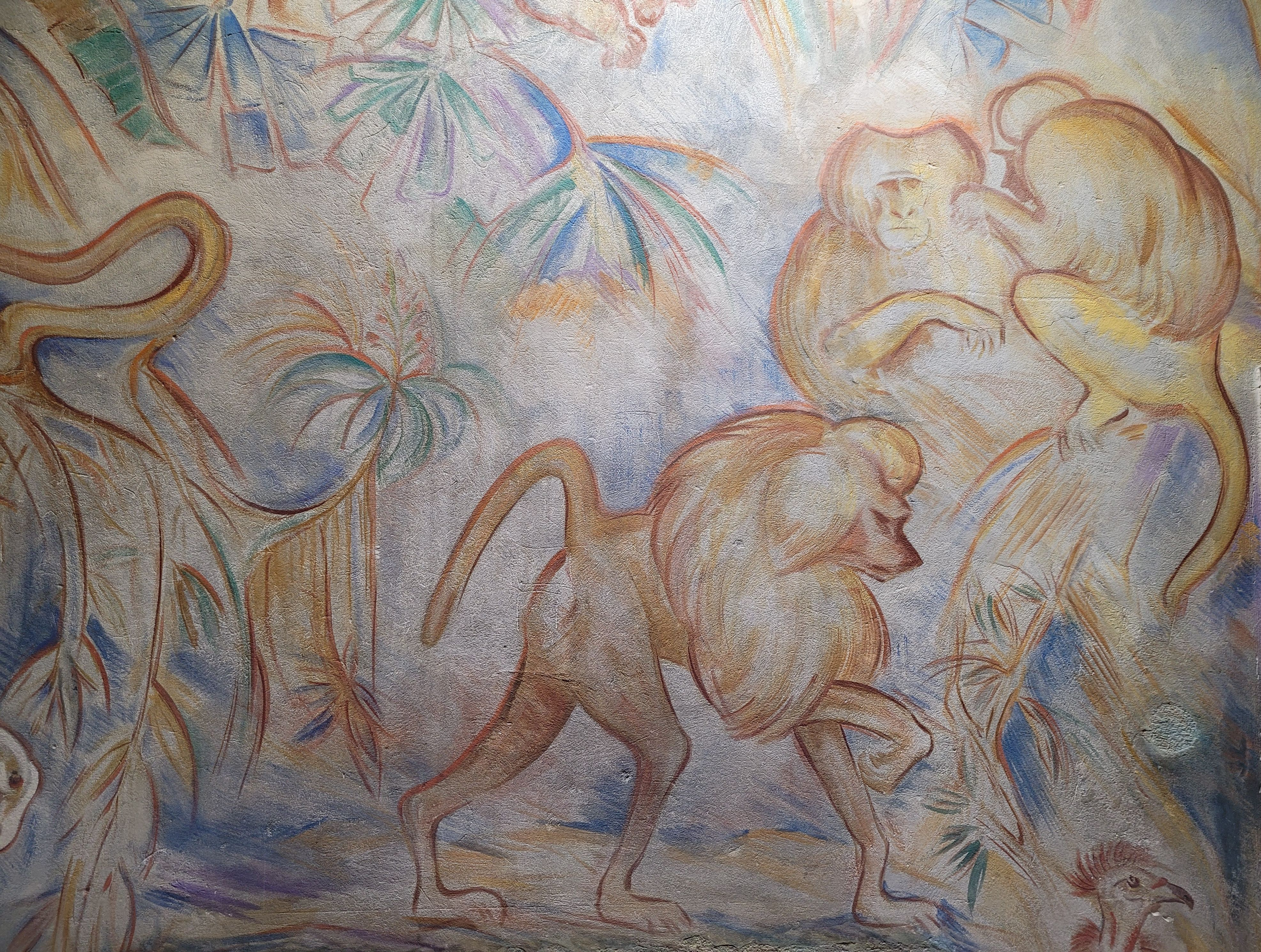
Ausschnitt 4
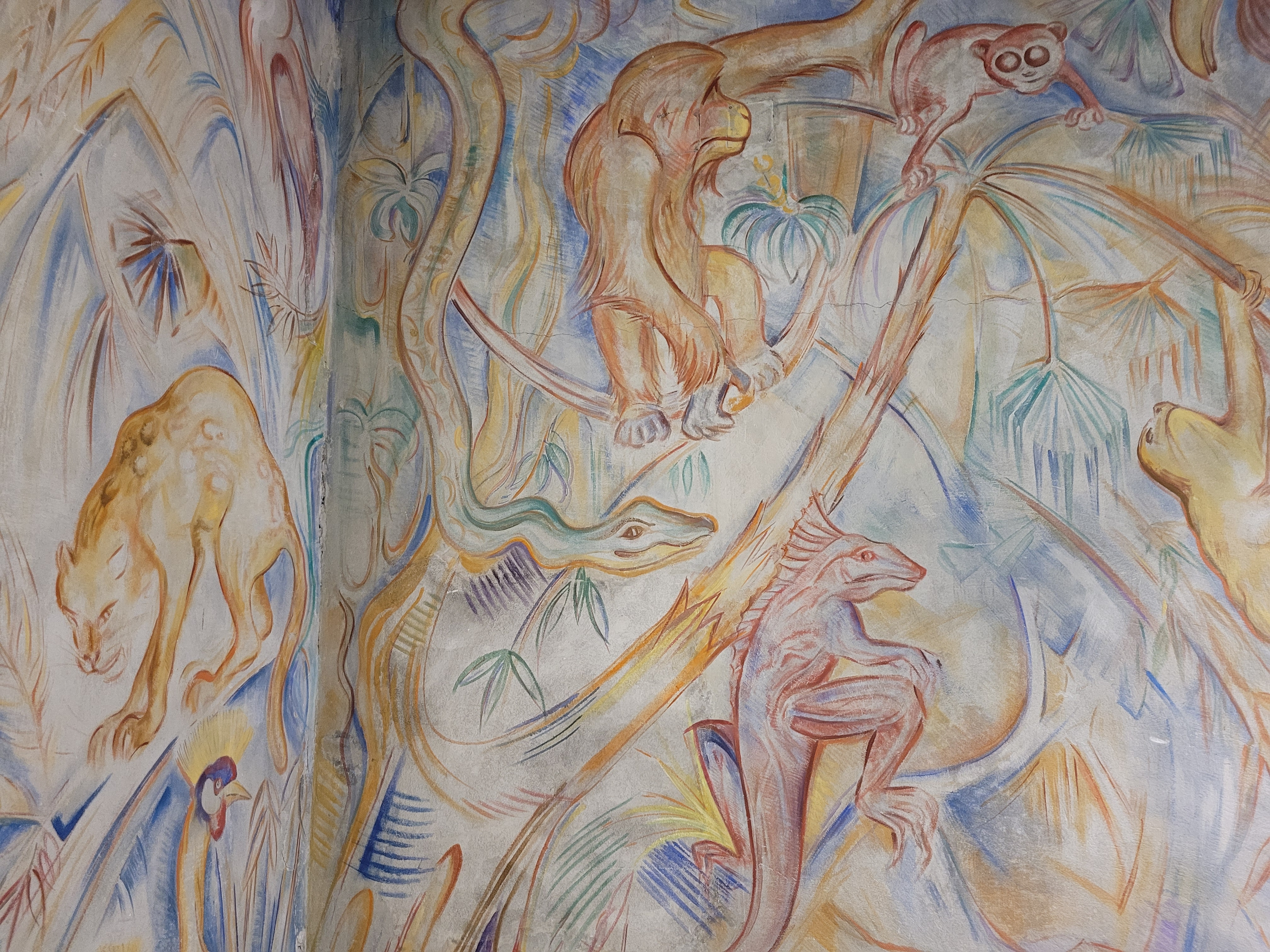
Ausschnitt 5
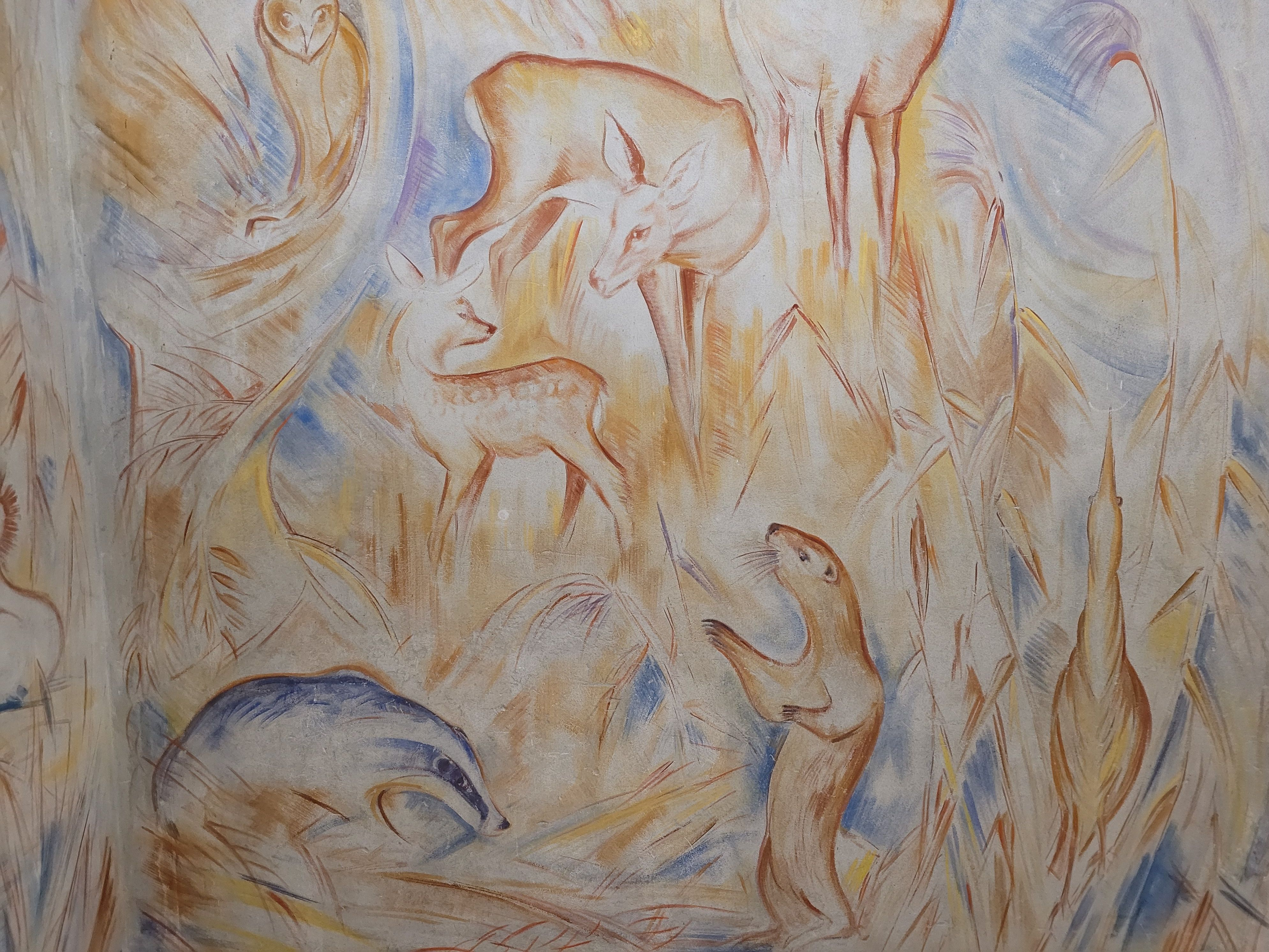
Ausschnitt 6
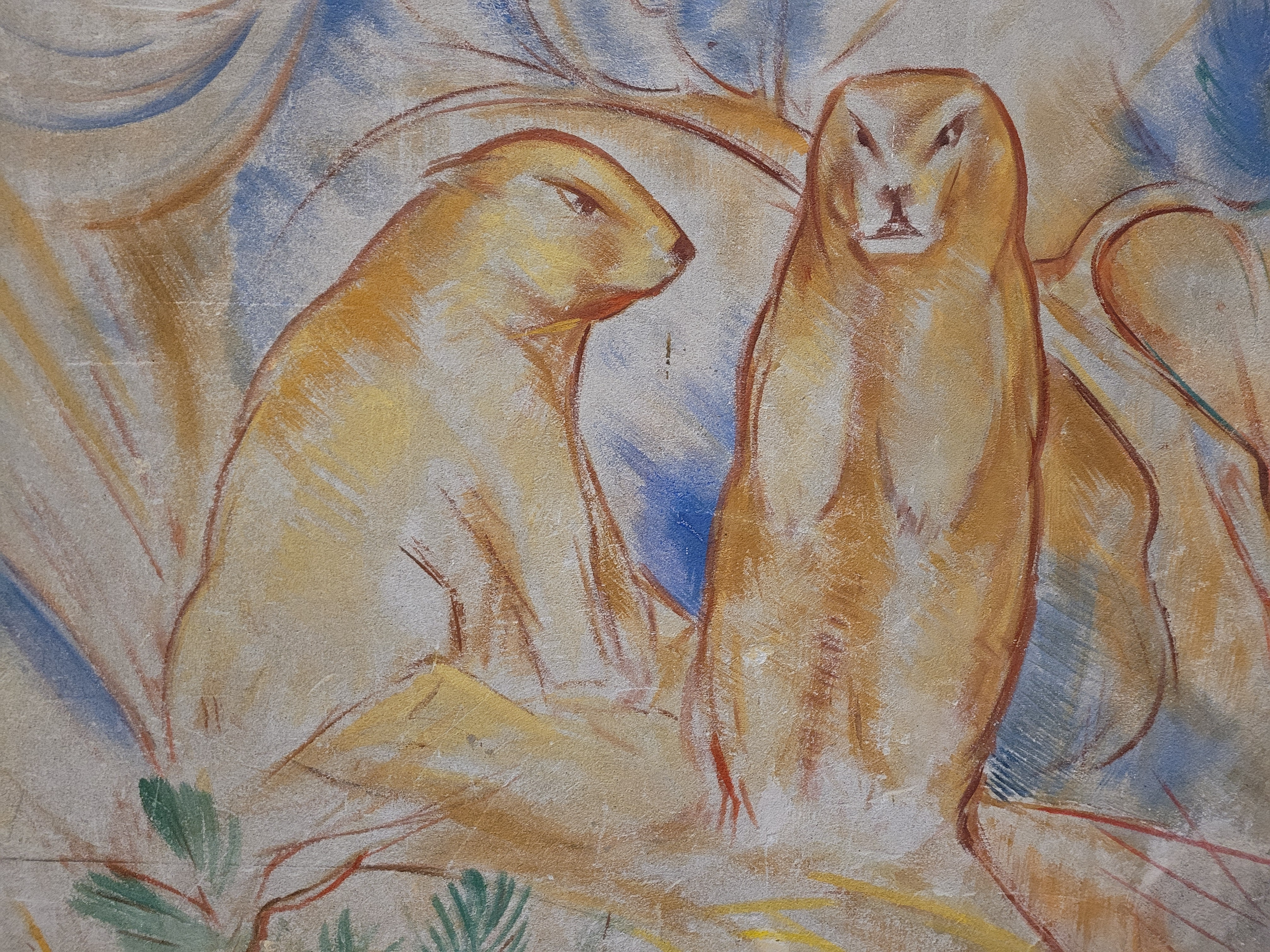
Ausschnitt 7
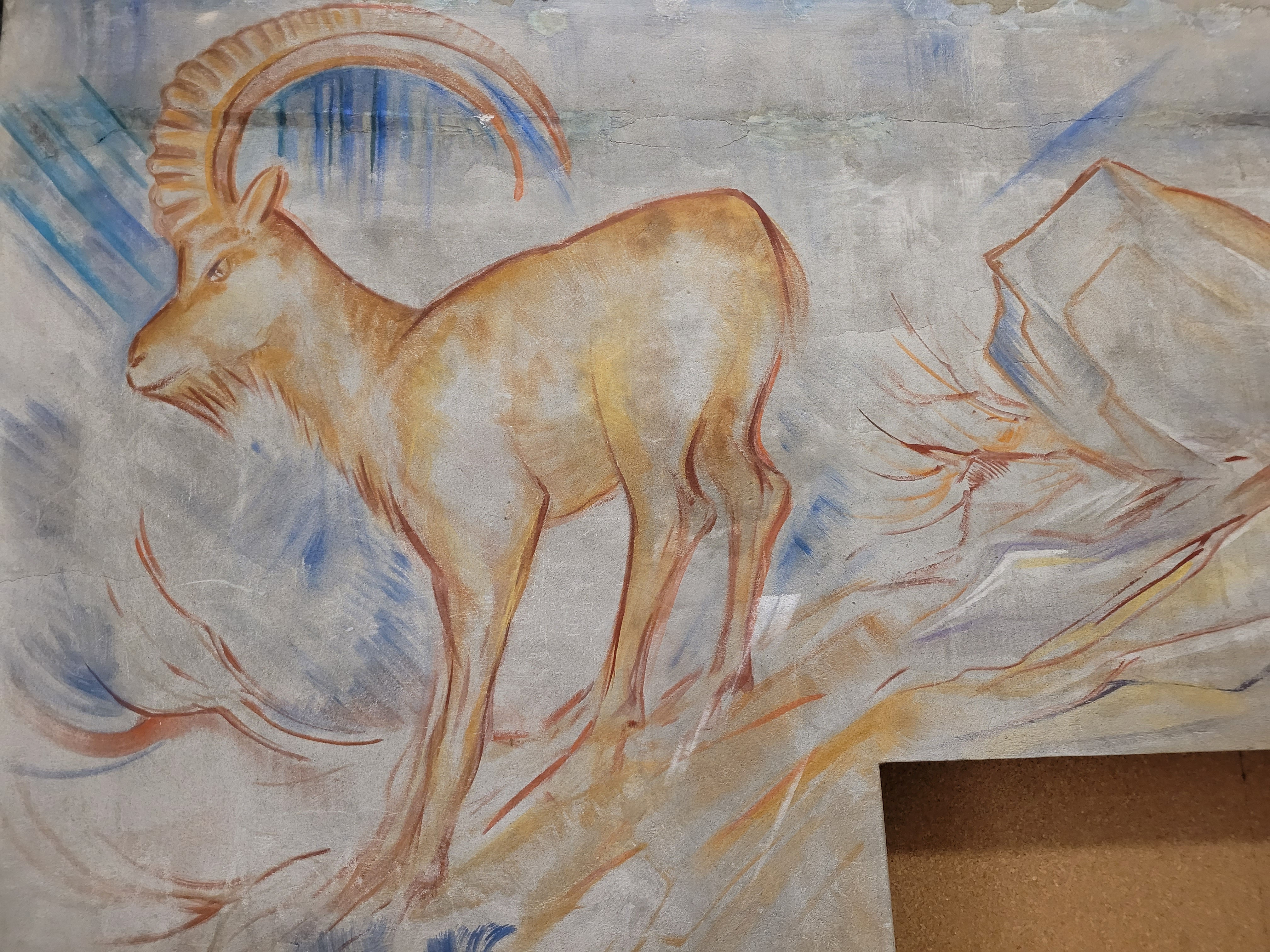
Ausschnitt 8